# Jan Nepomuk Nádherný
Jan Nepomuk Nádherný, také německy jako Johann Nepomuk Nádherný, od roku 1838 šlechtic (Edler) Nádherný (10. března 1772, Borotín – 7. března 1860, Praha) byl český podnikatel a vlastník půdy a zakladatelem rodiny Nádherných z Borutína.

## Život a činnost
Rod Nádherných pocházel z Bohutína u Příbrami. V roce 1829 koupil panství jistebnické i s Borotínem od Ferdinanda Josefa knížete z Lobkovic za 220.000 zlatých Jan Nepomuk Nádherný.
Narodil se v jihočeském Borotíně jako syn mlynáře Bartoloměje Nádherného a jeho manželky Anny Černochové. Zpočátku pracoval jako úředník v železárně Johanka-Heřmaň poblíž Kamenice nad Lipou. V roce 1795 se oženil s Antonií Johnovou z Mostu. V roce 1799 za 360 000 zlatých od barona Ubelliho ze Siegburgu zakoupil Kamenické panství a v témže roce získal občanská práva v Praze, kde založil železářství huť Johanka-Heřmaň rozšířil na železárnu s vysokými pecemi, kovárnami a kladivy. Kromě toho si Nádherný pronajal železárny ve Žďáru nad Sázavou a v roce 1805 spustil kladivo u Závišína.
Své zisky ze železářského a ocelářského průmyslu Nádherný investoval do nákupu pozemků a stal se tak jedním z největších vlastníků půdy v Čechách. V roce 1805 Nádherný prodal Kamenické panství za 713 000 zlatých a zakoupil panství Chotoviny.
V letech 1806 až 1830 investoval do nákupu půdy celkem 1 233 749 zlatých. V roce 1829 od knížete Lobkovice získal Jistebnické panství s Mezdříčí a Svatkovicemi. V roce 1830 tento majetek prodal Františku Josefovi Chlumčanskému z Bretfeldu. Později od dědiců Chlumčanských z Bretfeldu zakoupil také panství Adršpach a Přehořov, Brandlín, Jeníčkovu Lhotu a v roce 1843 Veselíčko a Svatkovice.
Nádherný nechal své pozemky spravovat podle tehdejších moderních ekonomických metod a rozšířil infrastrukturu v obcích. Financoval výstavbu škol a silnic, vedl evidenci polí, rybníků, lesů, zahrad, chovu zvířat, pivovaru a lihovaru a porovnával výdaje s příjmy. Nechal vymýtit branickou stranu anglického parku pod rybníkem ve Veselíčku a zazložil tam ovocnou a zeleninovou zahradu a stromy v zámecké aleji nechal nahradit ovocnými. Zběšičský lovecký zámeček byl přeměněn na sýpku.
Po napoleonských válkách podporoval válečné sirotky a invalidy. Během epidemie cholery zřídil Nádherný zdravotní fond pro bezplatnou lékařskou péči poddaných. Podporoval také charitativní instituce v Praze a také Národní muzeum.

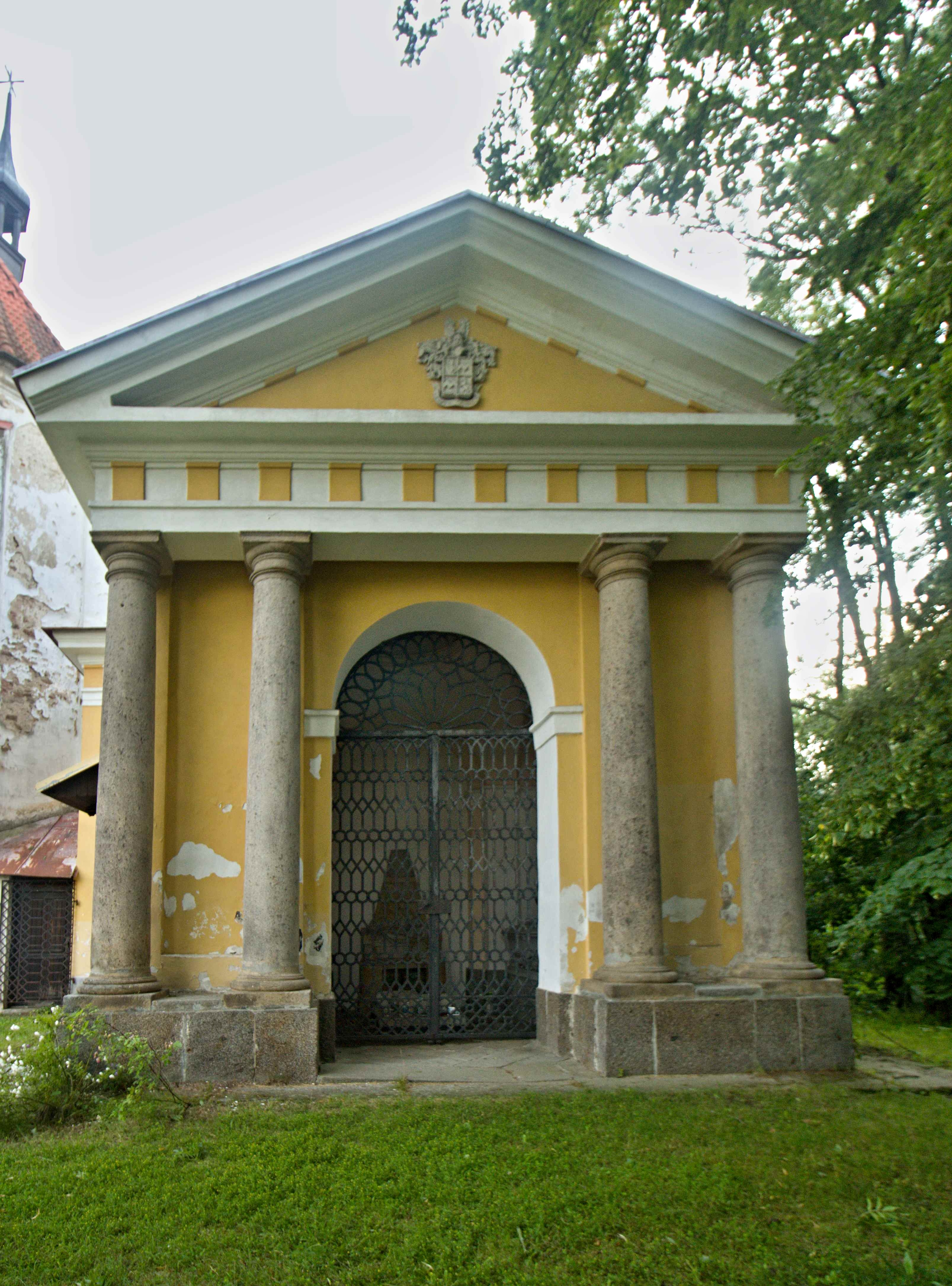
Hrobka Nádherných z Borutína při kostele sv. Petra a Pavla v Chotovinách, místo posledního odpočinku Jana Nepomuka.

Po smrti své první manželky se Jan Nepomuk Nádherný v roce 1834 oženil s Katharinou Handwerkovou, toto manželství však zůstalo bezdětné.
Dne 15. srpna 1838 ho král Ferdinand V. povýšil do šlechtického stavu a v listopadu 1838 mu byl udělen erb.
Jan Nepomuk Nádherný z Borutína zemřel 7. března 1860 v Praze. Místo svého posledního odpočinku našel po boku své první manželky Antonie (1774–1816) v rodinné kryptě Nádherných z Borutína v při kostele sv. Petra a Pavla v Chotovinách.
Jeho majetek zdědil jeho jediný syn a univerzální dědic Ludvík Karel a dcery Anna a Terezie z prvního manželství.